# 155 North Wacker
155 North Wacker es un rascacielos de 48 pisos ubicado en Chicago, Illinois, diseñado por Goettsch Partners y desarrollado por John Buck Company. Cuenta con una altura de 195 m (638 pies).

## Historia
La construcción comenzó en 2007 y finalizó en 2010 con un costo de 905 millones de dólares. Aparece en la película Transformers: el lado oscuro de la luna como el edificio que Driller destruye.
Ha recibido varios premios por su arquitectura.